# Sayo Yamamoto
Sayo Yamamoto (山本 沙代 Yamamoto Sayo?,  Tokio, Japón, 13 de abril de 1977) es una directora japonesa. Es conocida por dirigir la series Michiko to Hatchin, Yuri!!! on Ice y Lupin III: La mujer llamada Mina Fujiko, adaptación del anime Lupin III. Tras graduarse de la Escuela de Arte y Diseño de Tokio, comenzó a trabajar con el estudio Madhouse, donde tuvo su debut como directora a la edad de 25 años. En 2012 recibió el premio New Face del Festival de arte de Japón.

## Carrera
Durante su estancia en la Escuela de Arte y Diseño de Tokio, Yamamoto enfocó su atención en la animación, por ello realizó un proyecto sobre el tema; mientras buscaba trabajo tras graduarse, el director de anime Satoshi Kon vio el trabajo de Yamamoto, entusiasmado por su potencial, decidió contratarla, debido a políticas del estudio dejó el proyecto en poco tiempo.
Debutó en el estudio Madhouse trabajando como creadora del storyboard en una serie dirigida por Yoshiaki Kawajiri; tras esto, tuvo su primera colaboración con los directores Takeshi Koike y Katsuhito Ishii, creando el OVA de Trava: First Planet. Yamamoto tuvo su debut como directora en tres episodios del anime Dragon Drive; durante su trabajo en Madhouse, comenzó a trabajar en proyectos de animación de openings y endings de varias series.

### Continuación de su carrera
Durante un tiempo trabajando en la serie Samurai Champloo del estudio Manglobe, se le ofreció un trabajo como directora con total libertad creativa. Su primera serie como directora formal fue Michiko to Hatchin, un anime acerca de una exconvicta y una pequeña niña en busca de su padre, fue estrenada en 2008.
Años después de trabajar en storyboards y arte de varios proyectos como la película de ciencia ficción Redline y la película Evangelion: 2.0 You Can (Not) Advance, un productor le pidió dirigir una nueva serie de Lupin the Third, teniendo completo control creativo de la producción. La idea original de Yamamoto para el anime fue ubicar la historia antes del inicio de la serie original y tener de protagonista al personaje Fujiko Mine.

## Trabajos

### Como directora
- Michiko to Hatchin (2008)[11]
- Lupin III: La mujer llamada Mina Fujiko adaptación de Lupin III (2012)[12]
- Yuri!!! on Ice (2016)[13]
- Yuri!!! on Ice Gekijō-ban: Ice Adolescence (2019)[14]

### Como directora de episodio y storyboard
- Dragon Drive (2002; storyboard y directora de episodio)
- Texhnolyze (2003; storyboard, directora de episodio, directora del ending)
- Samurai Champloo (2004; storyboard, directora de episodio)
- Ergo Proxy (2006; storyboard, directora de episodio)
- Evangelion: 2.0 You Can (Not) Advance (2009; storyboard)
- Redline (2009)